# Łagiewniki (Łódź)
Łagiewniki – jedno z najsłabiej zaludnionych osiedli administracyjnych w dawnej dzielnicy Łodzi – Bałuty. Osiedle zamieszkują 1733 osoby (wg stanu na 2014 r.).

## Położenie i granice
Osiedle administracyjne Łagiewniki jest położone w północno-wschodniej Łodzi, w dawnej dzielnicy Bałuty. Zdecydowaną większość jego powierzchni pokrywa Las Łagiewnicki. Osiedle obejmuje obszar dawnej wsi o tej samej nazwy, która była siedzibą gminy wiejskiej Łagiewniki, inkorporowanej do Łodzi w 1945 roku. Nazwa Łagiewniki wywodzi się od rzemieślnika łagiewnika, który zajmował się wyrobem naczyń klepkowych.
Zachodnia granica osiedla przebiega wzdłuż torowiska kolejowego relacji Łódź Widzew – Zgierz. Północną granice stanowi granica administracyjna miasta Łodzi. Wschodnia granica przebiega ulicą Serwituty, a następnie skrajem Lasu Łagiewnickiego aż do Strykowskiej, gdzie skręca na południe, a potem znów skrajem lasu i ulicą Kasztelańską aż do torowiska udaje się na zachód.

## Charakter osiedla
Osiedle ma charakter podmiejski, dominującą zabudową są domy jednorodzinne i skupia się ona we wschodniej części Łagiewnik, zaś całą zachodnią i środkową część zajmuje las miejski – Las Łagiewnicki. W skład osiedla Łagiewniki wchodzi osiedle Arturówek w południowej części osiedla.

### Ochrona zdrowia
Na terenie osiedla znajduje się Centrum Leczenia Chorób Płuc i Rehabilitacji im. bł. o. Rafała Chylińskiego wraz z oddziałem dziecięcym w środku Lasu Łagiewnickiego.

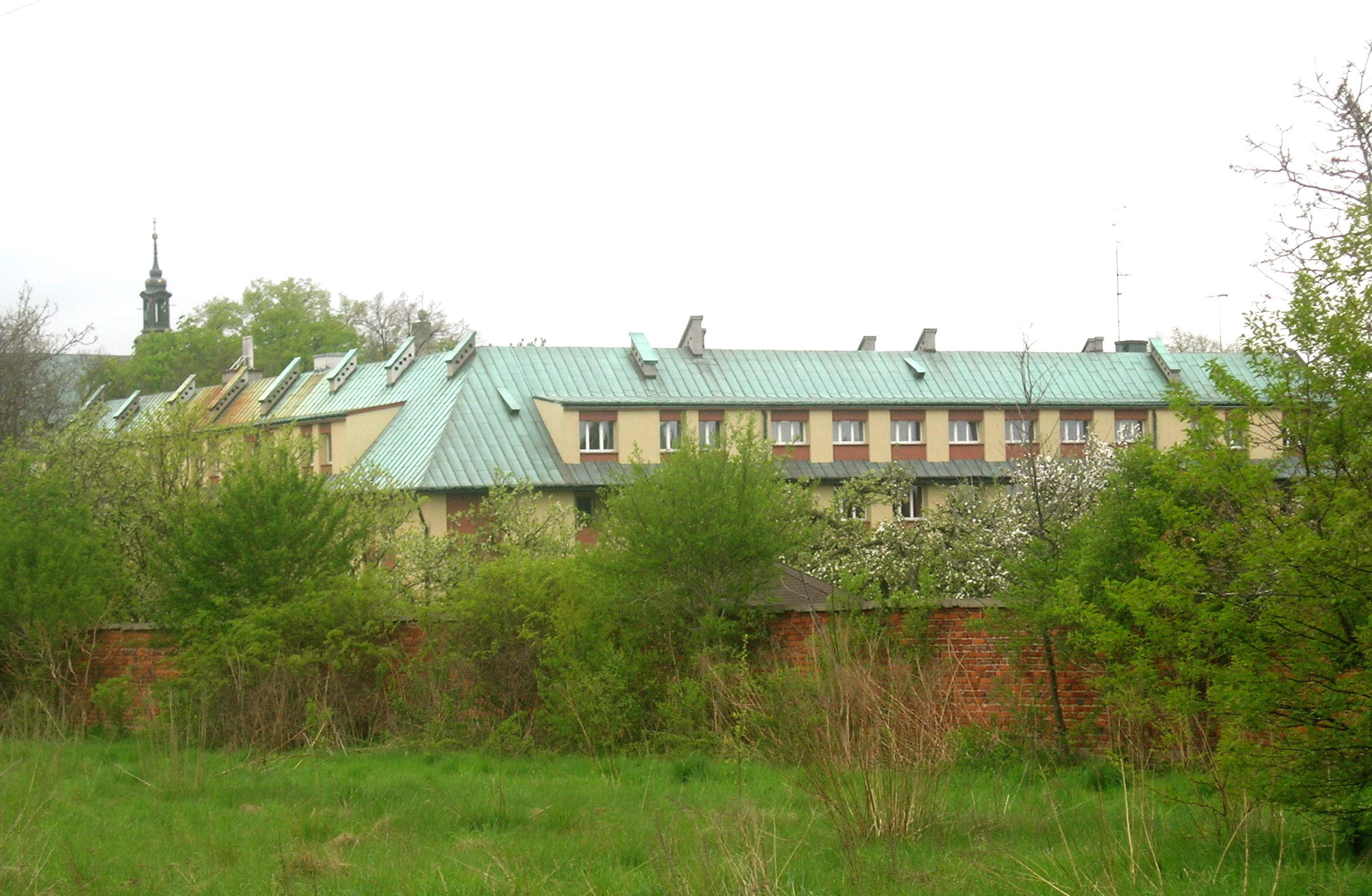
Wyższe Seminarium Duchowne Franciszkanów

### Oświata
W Łagiewnikach funkcjonuje jedna szkoła podstawowa – Szkoła Podstawowa nr 61 im. św. Franciszka z Asyżu, a także Wyższe Seminarium Duchowne Ojców Franciszkanów.

### Przyroda

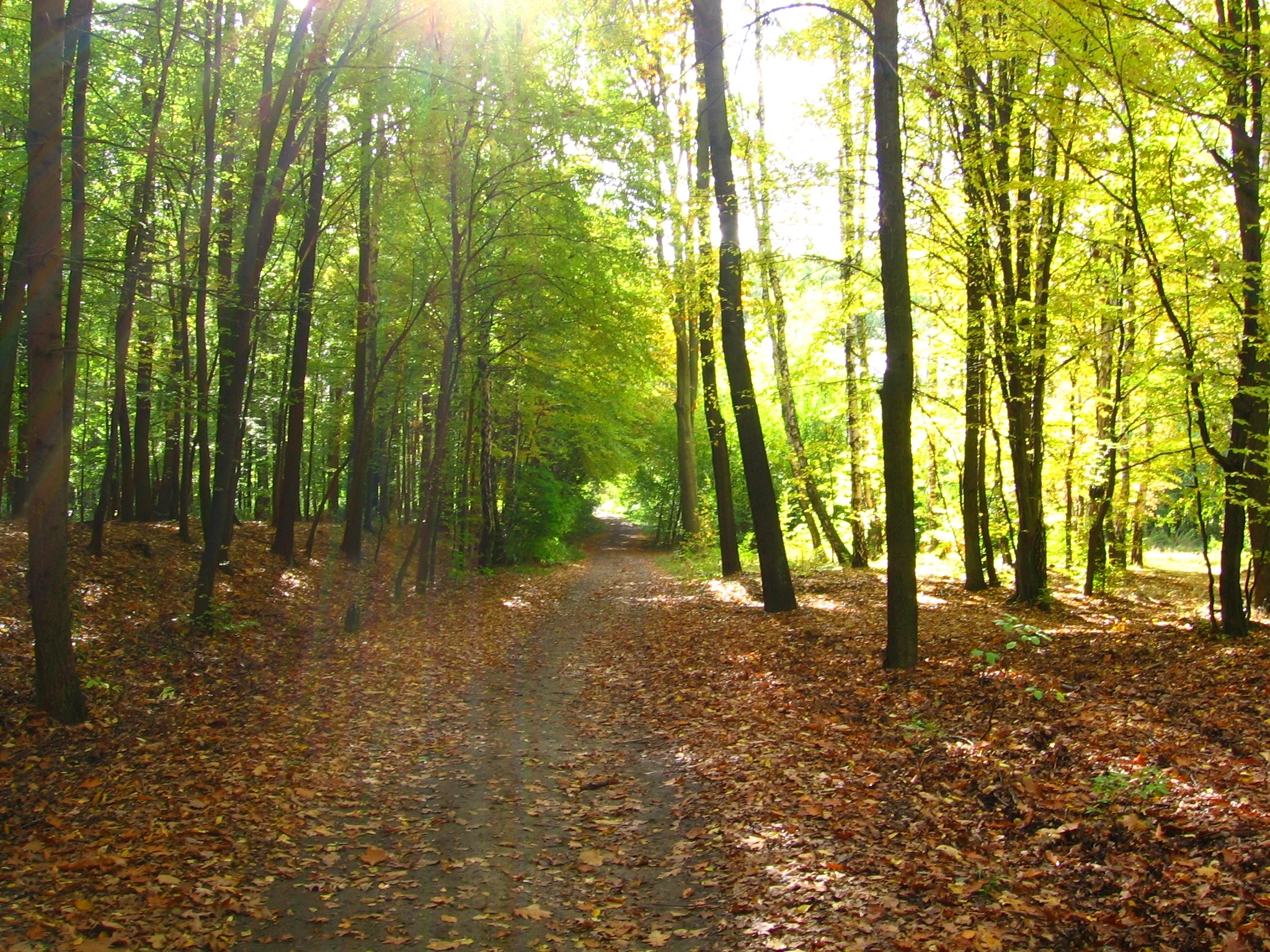
Las Łagiewnicki

Osiedle charakteryzuje się dużym bogactwem przyrodniczym. Na terenie osiedla znajduje się największy w Europie miejski kompleks leśny o łącznej powierzchni 1205 ha – Las Łagiewnicki. W całości znajduje się on na terenie Parku Krajobrazowego Wzniesień Łódzkich. Charakteryzuje się on pagórkowatą rzeźbą terenu, zwłaszcza w północnej części, gdzie niektóre wzgórza mają wysokość przekraczającą 250 m n.p.m.. W lesie dominują dęby (ok. 42%), sosna zwyczajna (ok. 27%) i brzoza brodawkowata (ok. 20%). Na terenie lasu stwierdzono występowanie m.in. 500 gatunków owadów (w tym m.in. 21 gatunków motyli), 115 gatunków ptaków, 25 gatunków ssaków, 15 gatunków ryb.
W południowej części lasu fragment o powierzchni 69,85 ha objęto ochroną w postaci rezerwatu przyrody Las Łagiewnicki. Celem jego powstania jest ochrona fitocenoz leśnych: grądu oraz dąbrowy świetlistej, które są pozostałością dawnej Puszczy Łódzkiej i posiadają cechy lasu pierwotnego.

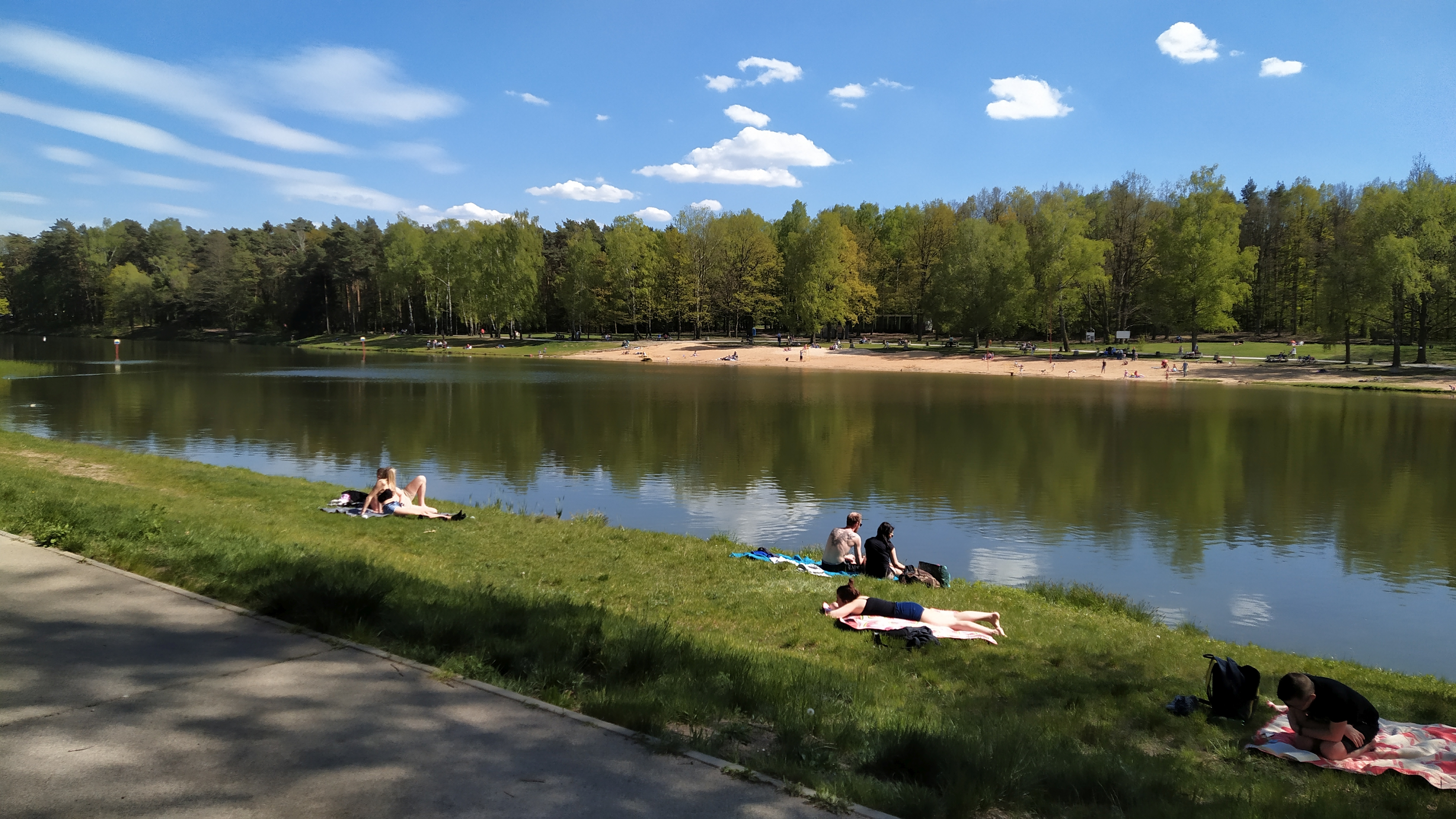
Stawy w Arturówku na Bzurze.

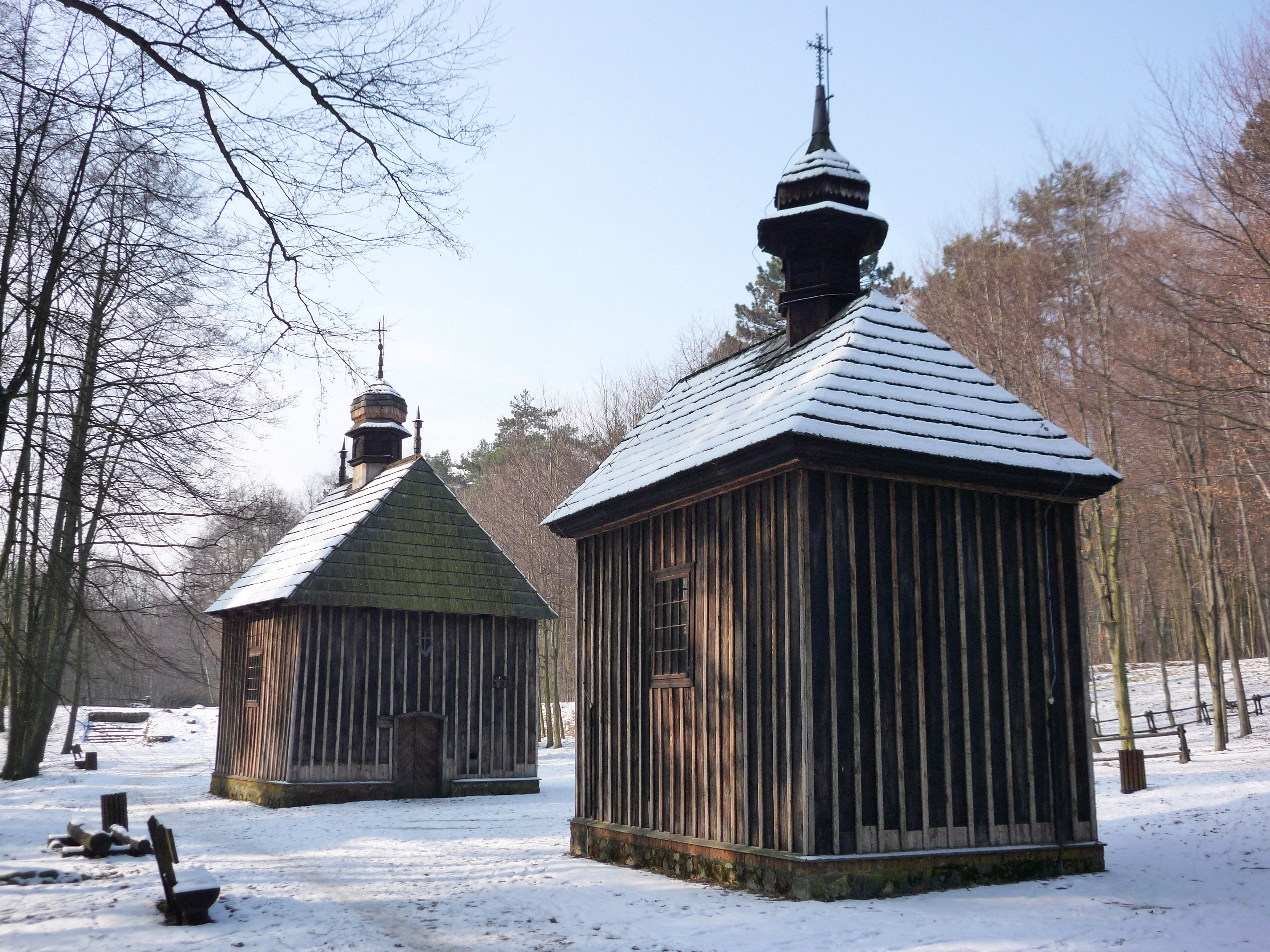
Zabytkowe kapliczki w Lesie Łagiewnickim.

Cały łagiewnicki kompleks leśny znajduje się w dorzeczu Bzury, która posiada swoje źródło w Lesie Łagiewnickim. Pierwotny obszar źródłowy rzeki znajdował się na wschód od ulicy Strykowskiej, jednak współcześnie utracił on już swój charakter i rzeka pojawia się dopiero w uregulowany korycie w przekopie pod ulicą Strykowską, następnie kierując się na zachód przepływa przez osiedle Rogi i wpływa do Lasu Łagiewnickiego. W lesie łagiewnickim tworzy kompleks trzech stawów (Arturówek-Dolny, Górny i Środkowy), wokół których rozwinęła się infrastruktura rekreacyjno-wypoczynkowa – obiekt rekreacyjny Arturówek (hotele, place zabaw, plaża, czy park linowy. Następnie Bzura przepływa pod ulicą Łagiewnicką i kieruje się na północ. Odcinek źródłowy Bzury nazywany jest mianem Czerniec. Tuż przed przekroczeniem granicy miasta Łodzi, Bzura przyjmuje prawostronny dopływ – Brzozę (Łagiewniczankę), która bierze źródła w północno-wschodniej części lasu i powstały na niej trzy zbiorniki retencyjne (Okólna, Leśny- Dolny i Górny) i po drodze przyjmuje lewostronny dopływ w postaci epizodycznego cieku zwanego Leśniczanką. Obszar ujściowy tej strugi objęto ochroną w postaci użytku ekologicznego "Międzyrzecze Bzury i Łagiewniczanki".
W Lesie Łagiewnickim znajduje się zabytkowy pałac jednego z łódzkich fabrykantów – Ludwika Heinzla.

### Religia
W południowej części osiedla na Arturówku, znajduje się Kościół pw. Niepokalanego Poczęcia Najświętszej Maryi Panny, będący siedzibą parafii rzymskokatolickiej. W północnej części osiedla znajduje się Klasztor Ojców Franciszkanów, a przy nim Sanktuarium św. Antoniego Padewskiego i bł. o. Rafała Chylińskiego i cmentarz rzymskokatolicki. Ponadto w Lesie Łagiewnickim znajdują się dwie zabytkowe kapliczki: św. Rocha i św. Antoniego.

### Komunikacja
Głównymi ulicami osiedla są ulice o osi północ-południe Wycieczkowa i Łagiewnicka, a także Okólna o osi wschód-zachód, łącząca się drogą krajową nr 71.
Zachodnią granicę osiedla stanowi linia kolejowa nr 16 na odcinku Łódź Widzew – Zgierz. Znajduje się na niej przystanek Łódź Arturówek, na którym zatrzymują się np. pociągi Łódzkiej Kolei Aglomeracyjnej.
Na osiedlu nie znajduje się żadne torowisko tramwajowe, dlatego osiedle jest obsługiwane tylko przez linie autobusowe MPK: 51 (warianty A i B), 61, 66 i 85.